# Vjoksa (přítok Voči)
Vjoksa (rusky Вёкса) je řeka v Kostromské oblasti v Rusku. Je dlouhá 43 km. Povodí řeky je 1360 km².

## Průběh toku
Odtéká z Čuchlomského jezera. Ústí zleva do Voči (povodí Volhy).

## Využití
Řeka je splavná pro vodáky.